# Налімов Михайло Миколайович
Михайло Миколайович Налімов (1894, село Михайлівське Галицького повіту Костромської губернії, тепер Костромської області, Російська Федерація — розстріляний 2 жовтня 1937, місто Харків) — український радянський державний та партійний діяч, голова виконкому Донецької обласної ради робітничих, селянських і червоноармійських депутатів. Член Центральної контрольної комісії КП(б)У (1925–1927). Член ЦК КП(б)У (листопад 1927 — травень 1937).

## Життєпис
Народився в родині робітника-маляра. До тринадцяти років жив з батьком. У 1908 році закінчив трикласне початкове училище в селі Богчино Галицького повіту Костромської губернії. У січні 1910 — грудні 1915 року — маляр на будівельних роботах у Санкт-Петербурзі.
У січні 1916 — лютому 1918 року — рядовий, взводний командир маршової роти, молодший унтер-офіцер російської армії на Румунському фронті. У березні — серпні 1918 року — в домашньому господарстві в селі Михайлівському Галицького повіту.
Член РКП(б) з жовтня 1918 року.
У вересні 1918 — березні 1919 року — завідувач клубу політичної просвіти вартового батальйону РСЧА в місті Галичі. У квітні — грудні 1919 року — помічник військового комісара Галицького повітового військкомату Костромської губернії. У січні 1920 — травні 1921 року — військовий комісар, начальник тилу Уманського повітового військкомату Київської губернії. У червні — листопаді 1921 року — завідувач відділу управління Уманського повітового виконкому Київської губернії.
У грудні 1921 — квітні 1923 року — голова виконавчого комітету Уманської повітової ради. У квітні 1923 — лютому 1925 року — голова виконавчого комітету Уманської окружної ради Київської губернії.
У березні 1925 — січні 1926 року — голова виконавчого комітету Черкаської окружної ради. У лютому — грудні 1926 року — заступник завідувача позапланової інспекції Центральної контрольної комісії КП(б)У — Робітничо-селянської інспекції в місті Харкові.
У січні 1927 — листопаді 1928 року — відповідальний секретар Бердичівського окружного комітету КП(б)У.
У грудні 1928 — серпні 1930 року — відповідальний секретар Сумського окружного комітету КП(б)У.
З серпня до листопада 1930 року — завідувач сектору організаційно-інструкторського відділу ЦК КП(б)У.
У листопаді 1930 — липні 1932 року — відповідальний секретар Сталінського міського комітету КП(б)У на Донбасі. У 1929–1932 роках навчався у Харківському будівельному інституту, склав екстерном екзамени за чотири курси.
29 липня — 19 вересня 1932 року був головою виконавчого комітету Донецької обласної ради. 19 вересня — грудень 1932 року — 1-й заступник голови виконавчого комітету Донецької обласної ради Чувиріна.
У січні — квітні 1933 року — секретар Донецького обласного комітету КП(б)У з транспорту.
У травні 1933 — лютому 1935 року — начальник політичного сектору машинно-тракторних станцій (МТС) Київського обласного земельного управління.
У березні 1935 — листопаді 1936 року — 3-й секретар Київського обласного комітету КП(б)У.
У листопаді 1936 — липні 1937 року — 2-й секретар Харківського обласного комітету КП(б) України.
Заарештований 17 липня 1937. Засуджений 1 жовтня 1937 року Військовою колегією Верховного суду СРСР за участь в антирадянській терористичній організації правих. Розстріляний 2 жовтня 1937 року в Харкові. Реабілітований 15 грудня 1956 року.
Причетний до організації в Україні Голодомору 1932–1933 років.